# Wiktor Obuchowicz
Wiktor Józef Obuchowicz (ur. 12 maja 1949 zm. 13 czerwca 2020) – polski inżynier mechanik, konstruktor maszyn i urządzeń, działacz społeczny, przewodniczący Głównego Sądu Koleżeńskiego Stowarzyszenia Inżynierów i Techników Mechaników Polskich.

## Życiorys
Szkołę podstawową Nr 1 skończył z wyróżnieniem. W 1968 r. zdał maturę w Technikum Elektronicznym w Zielonej Górze. Nauka była kontynuowana w Wyższej Szkole Inżynierskiej na Wydziale Mechanicznym, gdzie 23.06.1972 r. z wynikiem bardzo dobrym uzyskuje tytuł inżyniera mechanika w zakresie obrabiarek, narzędzi i technologii budowy maszyn. 
Od 1972 r. podejmuje swoją pierwszą pracę zawodową w Fabryce Samochodów Osobowych POLMO Zakład Sprzęgieł w Kożuchowie najpierw jako stażysta w Wydziale Głównego Energo-Mechanika, później konstruktor i dalej jako specjalista konstruktor–technolog.
Brał czynny udział we wprowadzeniu takich technologii jak:
- nagniatania  prowadnic remontowanych obrabiarek,
- metalizacji natryskowej,
- naprawy żeliwnych korpusów maszyn metodą „Metal-lock”,
- modernizacji obrabiarek,
- projekcie i nadzorze wykonania prasy do odpuszczania sprężyn płaskich sprzęgieł samochodowych.

Od grudnia 1981 r. zaczął pracę w Centrum Naukowo-Produkcyjnym Materiałów Elektronicznych Warszawa -  Zakład Budowy Urządzeń Technologicznych UNITRA w Zielonej Górze gdzie współpracował przy budowie między innymi urządzeń do trawienia monokryształów T-14, przecinarce anodowo-mechanicznej EPAA-6, modernizacji elektrodrążarki EDCB-40 we współpracy z Instytutem Obróbki Skrawaniem oraz urządzeń do monokrystalizacji krzemu P33.
Do SIMP wstąpił 22.02.1972 r. W 1975 roku został członkiem Zarządu Oddziału Wojewódzkiego SIMP w Zielonej Górze. W latach 1984–1987 był sekretarzem Oddziału Wojewódzkiego SIMP. W latach 1987–2020 był prezesem Oddziału SIMP w Zielonej Górze. W 1994 roku przez Walny Zjazd Delegatów SIMP został wybrany członkiem Głównego Sądu Koleżeńskiego, a w latach 2002-2020 był przewodniczącym Głównego Sądu Koleżeńskiego SIMP.

## Odznaczenia
- Brązowy Krzyż Zasługi – 1984
- Brązowa Honorowa Odznaka SIMP
- Srebrna Honorowa Odznaka SIMP
- Złota Honorowa Odznaka SIMP
- Honorowe Odznaki NOT
- Odznaka im. prof. Henryka Mierzejewskiego
- Członek honorowy SIMP